# Punxsutawney Phil

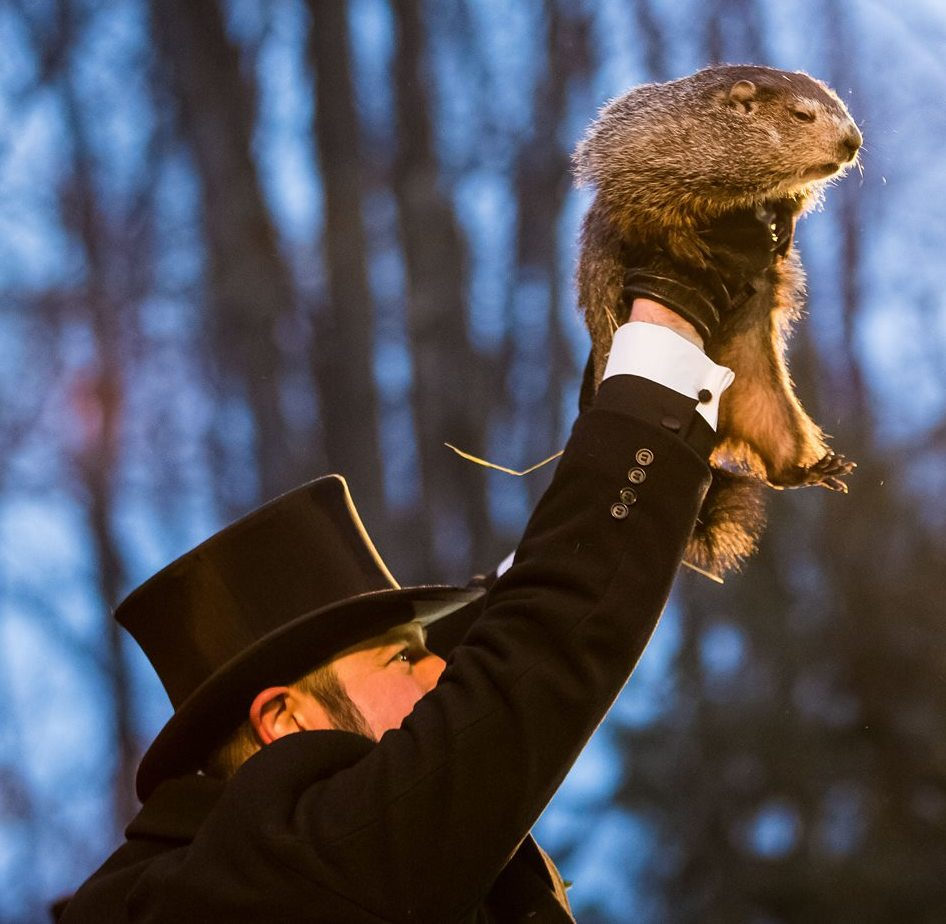
Jeden z členů Inner Circle zvedá Phila

Punxsutawney Phil je svišť lesní, který žije v místě zvaném Gobbler's Knob u městečka Punxsutawney v americkém státě Pensylvánie. Je ústřední postavou recesistické slavnosti Groundhog Day (Den sviště), která se v Punxsutawney koná 2. února minimálně od roku 1887. Zvyk vychází z pohanského svátku Imbolc a do Nového světa ho přinesli němečtí přistěhovalci. Do městečka kvůli němu přijíždí na Hromnice více než deset tisíc turistů.
Během oslavy je Phil za úsvitu vyzdvižen z nory a má určit, kdy toho roku přijde jaro. Pokud je natolik jasné počasí, že Phil může vidět svůj stín, bude zima trvat ještě šest týdnů. Rituál řídí skupina slavnostně oděných mužů, která si říká Inner Circle; její prezident předčítá publiku Philovu předpověď ze speciálního svitku (správnost Philových předpovědí je ve skutečnosti méně než poloviční).
Do roku 1952 se svišť jmenoval Pete, nové jméno dostal údajně podle anglického prince Philipa. V rámci hry na věštění jde stále o jedno zvíře, i když svišti se v přírodě dožívají zhruba šesti let.
Show okolo Phila je zobrazena ve filmu Na Hromnice o den více. Ten se však nenatáčel v Punxsutawney, ale ve Woodstocku v Illinois.
Organizace PETA označila buzení sviště ze zimního spánku za týrání zvířat a navrhla nahradit Phila robotem.